# Кубок Азербайджану з футболу 1993
Кубок Азербайджану з футболу 1993 — 2-й розіграш кубкового футбольного турніру в Азербайджані. Переможцем вперше став Карабах (Агдам).

## Другий раунд
Перші матчі відбулись 31 березня, а матчі-відповіді - 7 квітня 1993 року.
| Команда 1                | Заг. | Команда 2                    | 1-й матч | 2-й матч |
| ------------------------ | ---- | ---------------------------- | -------- | -------- |
| Дашгин (Закатала)        | 2:7  | Памбигчи (Нефтчала) (2)      | 1:1      | 1:6      |
| Автомобільчи (Євлах) (2) | 2:0  | Памбигчи (Барда)             | 2:0      | -:-      |
| Ніджат (Маштага)         | 2:3  | Іншаатчи (Баку)              | 1:1      | 1:2 дч   |
| Пластик (Саляни) (2)     | 1:0  | Бахар (Баку) (2)             | 1:0      | 0:0      |
| Іншаатчи (Сабірабад)     | 9:2  | Чирагкала (Сіазан) (2)       | 7:0      | 2:2      |
| Шафаг (Самух) (2)        | 1:4  | Серван (Агдаш) (2)           | 1:0      | 0:4      |
| Боз Гурд (Самух) (2)     | 0:2  | Хазар-Ланкаран               | 0:1      | 0:1      |
| Кюрмюк (Ґах)             | 15:2 | Геязань (2)                  | 10:0     | 5:2      |
| Туран-2 (2)              | 0:5  | Хазар (Сумгаїт)              | 0:4      | 0:1      |
| Нефтчі (Баку)            | 6:1  | ОІК (Баку) (2)               | 6:0      | 0:1      |
| Карабах (Агдам)          | 8:1  | Шамкір (2)                   | 5:0      | 3:1      |
| Полад (Сумгаїт) (2)      | 0:3  | Авей (Акстафа)               | 0:0      | 0:3      |
| Азнефтяг (Баку)          | 4:5  | Ширван (Шемаха) (2)          | 1:3      | 3:2      |
| Туран                    | 8:4  | Ганчлик (Хаджикабул) (2)     | 5:3      | 3:1      |
| Вілаш Масали             | 4:5  | Кюр                          | 3:0      | 1:5      |
| Нефтгаз                  | 3:2  | Енергетик (Алі-Байрамли) (2) | 2:0      | 1:2      |

## 1/8 фіналу
Перші матчі відбулись 14 квітня, а матчі-відповіді - 21 квітня 1993 року.
| Команда 1                | Заг.         | Команда 2               | 1-й матч | 2-й матч |
| ------------------------ | ------------ | ----------------------- | -------- | -------- |
| Автомобільчи (Євлах) (2) | 4:3          | Памбигчи (Нефтчала) (2) | 1:0      | 3:3      |
| Пластик (Саляни) (2)     | 2:5          | Іншаатчи (Баку)         | 2:3      | 0:2      |
| Іншаатчи (Сабірабад)     | 10:4         | Серван (Агдаш) (2)      | 7:2      | 3:2      |
| Кюрмюк (Ґах)             | -:+          | Хазар-Ланкаран          | 1:1      | -:+      |
| Нефтчі (Баку)            | 0:0 пен. 4:3 | Хазар (Сумгаїт)         | 0:0      | 0:0      |
| Авей (Акстафа)           | 1:6          | Карабах (Агдам)         | 1:0      | 0:6      |
| Ширван (Шемаха) (2)      | 0:8          | Туран                   | 0:5      | 0:3      |
| Кюр                      | 4:5          | Нефтгаз                 | 3:0      | 1:5      |

## Чвертьфінали
Перші матчі відбулись 24 квітня, а матчі-відповіді - 5 травня 1993 року.
| Команда 1                | Заг. | Команда 2            | 1-й матч | 2-й матч |
| ------------------------ | ---- | -------------------- | -------- | -------- |
| Автомобільчи (Євлах) (2) | 1:5  | Іншаатчи (Баку)      | 1:2      | 0:3      |
| Хазар-Ланкаран           | 3:6  | Іншаатчи (Сабірабад) | 2:3      | 1:3      |
| Карабах (Агдам)          | 2:1  | Нефтчі (Баку)        | 2:1      | 0:0      |
| Туран                    | 2:1  | Нефтгаз              | 2:1      | 0:0      |

## Півфінали
Перші матчі відбулись 12 травня, а матчі-відповіді - 19 травня 1993 року.
| Команда 1       | Заг. | Команда 2            | 1-й матч | 2-й матч |
| --------------- | ---- | -------------------- | -------- | -------- |
| Іншаатчи (Баку) | 2:4  | Іншаатчи (Сабірабад) | 1:0      | 1:4      |
| Туран           | 1:3  | Карабах (Агдам)      | 1:2      | 0:1      |

## Фінал
| 28 травня 1993 |

| Іншаатчи (Сабірабад) | 0:1 дч   | Карабах (Агдам) |
| -------------------- | -------- | --------------- |
|                      | Протокол | Гусейнов 97'    |

| Республіканський стадіон імені Тофіка Бахрамова, Баку Глядачів: 10 500 |